# Antun Barač
Antun Barač (? 1790. − ? 1860./1885.) je bio hrvatski slikar amater iz Splita, po zanimanju oružnički časnik i poslije financijski činovnik.
Sačuvani su njegove slike slikane tehnikom akvarela. Od sačuvanih slika, ostale su one koje prikazuju dalmatinske gradove i Zagoru i autoportreti.
Bio je skromnih umjetničkih dosega. Unatoč tome, vrlo je bitan jer je njegov rad "dragocjena pomoć u sastavljanju slagalice kulturne povijesti; zorno je svjedočanstvo o izmijenjenim krajolicima, urbanističko-arhitektonskim sklopovima, običajima i ličnostima" tog vremena u južnoj Hrvatskoj, s obzirom na to da je u to vrijeme umjetnička baština grada Splita bila mršava korpusa, u vremenima "kada je ovaj gradić životario u poluzaboravljenoj zemlji na periferiji jedne krute i konzervativne monarhije, usred još jednoga složenog i tegobnog razdoblja njegova trajanja".
Barač je uz konta Jurja Pavlovića, liječnika Franju Bratanića i Petra Zečevića činio sav likovni život grada Splita.